# Центральное статистическое бюро Норвегии

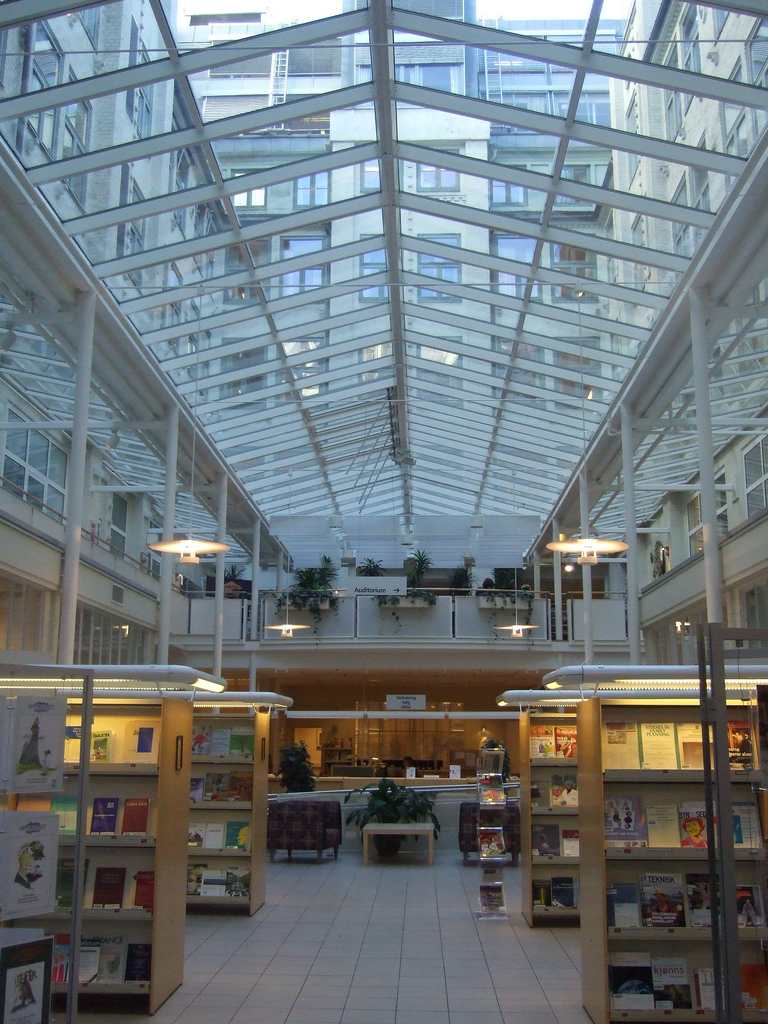
Библиотека Центрального статистического бюро Норвегии

Центральное статистическое бюро Норвегии (норв. Statistisk sentralbyrå, сокращенно SSB) — норвежское бюро статистики. Оно было создано в 1876 году.
Опираясь на свой штат (около 1000 человек), бюро публикует ежегодно на своем веб-сайте около 1000 статистических релизов. Все релизы публикуются на норвежском и английском языках. Кроме того, публикации доступны на веб-сайте бесплатно.
Центральное статистическое бюро Норвегии предоставляет общественности и правительству обширные исследования и анализ деятельности. Бюро находится в подчинении министерства финансов, но работает независимо от всех государственных учреждений. Совет бюро назначается правительством. Он широко использует данные из регистров, а также из обследований и вопросников, в том числе из городов и коммун.

## Организация и управление
Центральное статистическое бюро Норвегии работает в административном порядке в соответствии министерством финансов, но является профессионально независимым и имеет свой собственный совет, назначаемый правительством. Бюро имеет около 1000 сотрудников, размещённых в Конгсвингере и Осло. С 2005 года директором был Эйстейн Олсен, который завершил своё директорство 1 января 2011 года. Новый директор — Ханс Хенрик Скель.

### Составляемые сводки
Центральное статистическое бюро Норвегии собирает статистические данные по широкому кругу областей, таких, как экономика, население, условия жизни, труда и окружающей среды. Среди наиболее важных и значимых сводок — индекс потребительских цен, уровень работоспособного населения, демографическая статистика и национальный состав.

### Исследования
В качестве одного из нескольких статистических бюро в мире, Центральное статистическое бюро Норвегии имеет свой собственный научно-исследовательский отдел. Области исследований включают демографию и уровень жизни, энергетическая и экологическая экономика, макроэкономика, микроэкономика и статистические методы и стандарты.

### Международное сотрудничество
Бюро докладывает статистические данные о Норвегии ЕС и ряду других международных организаций. Таким образом, норвежская статистика также распространяется через международные базы данных и публикаций.
Кроме того, бюро также развивает сотрудничество в ряде стран. Цель этого состоит в том, чтобы помочь подобным организациям в развивающихся странах и странах с переходной экономикой в развитии и совершенствовании официальной статистики.

### Связь
Официальный сайт является основным каналом для распространения статистики. Информационно-пропагандистская деятельность включает около 1000 ежегодных публикации статистических данных. Кроме того, бюро произвело около 200 публикаций, которые доступны через Интернет.

## История
Бюро было создано в качестве независимого института в 1876 году. В то время в нём работало около 15 человек. Андерс Николай Киер (1838—1919) был назначен директором в 1877 году и работал до 1913 года.
В 1907 году парламент принял первый закон о статистике («Закон о предоставлении задач официальной статистики»). Этот закон дал полномочия на сбор информации от частных лиц и предприятий для статистических целей. Юридической фирмой также решено, что информация не может быть использована для иных целей, кроме как для вывода статистических данных, и, что цифры не должны быть обнародованы таким образом, что можгут нанести ущерб отдельным лицам. В 1989 году парламент принял новый закон, включающий ограниченную конфиденциальность статистического материала на 100 лет на основе личных отношений.
Во время Второй мировой войны не проводилось переписи 1940 года, и другие статистические данные очень задерживались. Затем генеральный директор Гуннар Ян (директор с 1920 по 1945) был арестован, и у бюро не было нового директора.
Закон о регистре народонаселения был принят в 1946 году, и на основе переписи населения 1960 года, в 1964 году был создан Центральный регистр населения. Национальный реестр находился в статистическом управлении Норвегии до 1991 года, когда обновление было передано налоговому управлению.
Когда Питер Джеймс Бьерве (директор с 1949 по 1980) был назначен директором бюро, в бюро был создан исследовательский отдел.

### Центральное статистическое бюро Норвегии и преследование евреев во время Второй мировой войны
Эспен Сёбюе показал, что таблицы числа членов еврейской общины, которые были опубликованы при переписьи 1930 года, вероятно, были использованы Ванзейской конференцией в 1942 году, когда властями в Германии было принято окончательное решение об истреблении евреев. Списки, которые были использованы для этой цели были подготовлены норвежской полицией. Центральное статистическое бюро Норвегии было одним из нескольких консультативных органов, когда немецкие власти взяли на себя инициативу по созданию национального реестра населения феврале 1942 года. Она была введена в действие 1 марта 1943 года, то есть после депортации осенью 1942 года.